# Cerámica de la Comunidad de Madrid

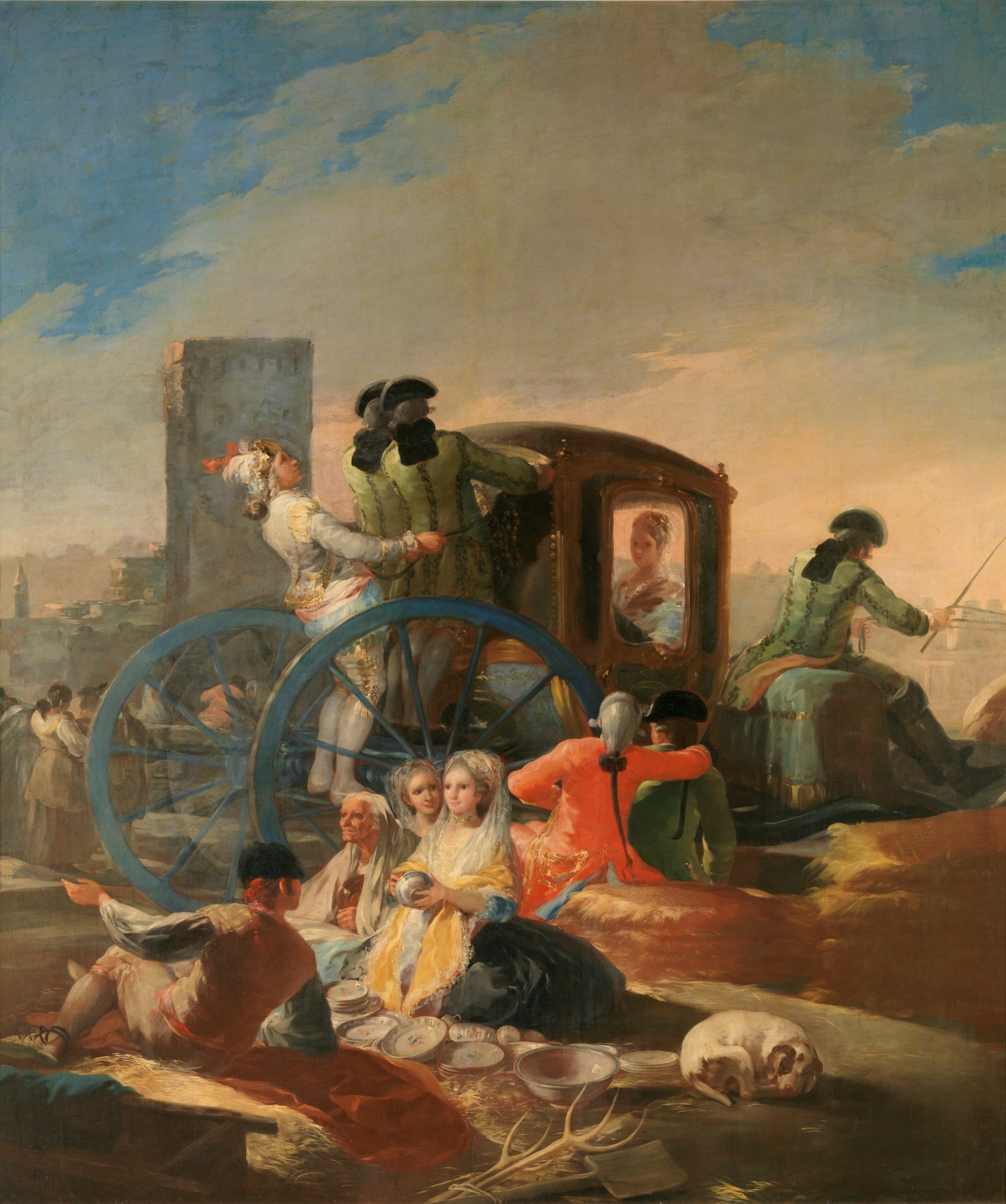
Francisco de Goya: El cacharrero (1779); óleo sobre lienzo -261 cm x 470 cm-. Museo del Prado.

La cerámica de la Comunidad de Madrid engloba las actividades artesanas y artísticas de tipo alfarero, y su desarrollo desde tiempos prehistóricos, en los pueblos de su área y la capital.
El más refinado exponente de esa riqueza llegó en el siglo XVII con la creación de la Real Fábrica de Porcelanas del Buen Retiro, creada por Carlos III en el recinto del Buen Retiro. Abundantes ejemplos de la artesanía madrileña del barro se encuentran desde la modesta alfarería y cacharrería hasta aplicaciones cerámicas en la arquitectura madrileña.
También fue importante en esta Comunidad la industria tinajera de Colmenar de Oreja con ocho hornos propios. Otros focos de larga tradición han sido Alcorcón, Alcalá de Henares o Campo Real.
Fundada en 1914 por Francisco Alcántara, sigue en activo a comienzos del siglo XXI la Escuela de Cerámica de Madrid situada dentro del recinto del Parque del Oeste.

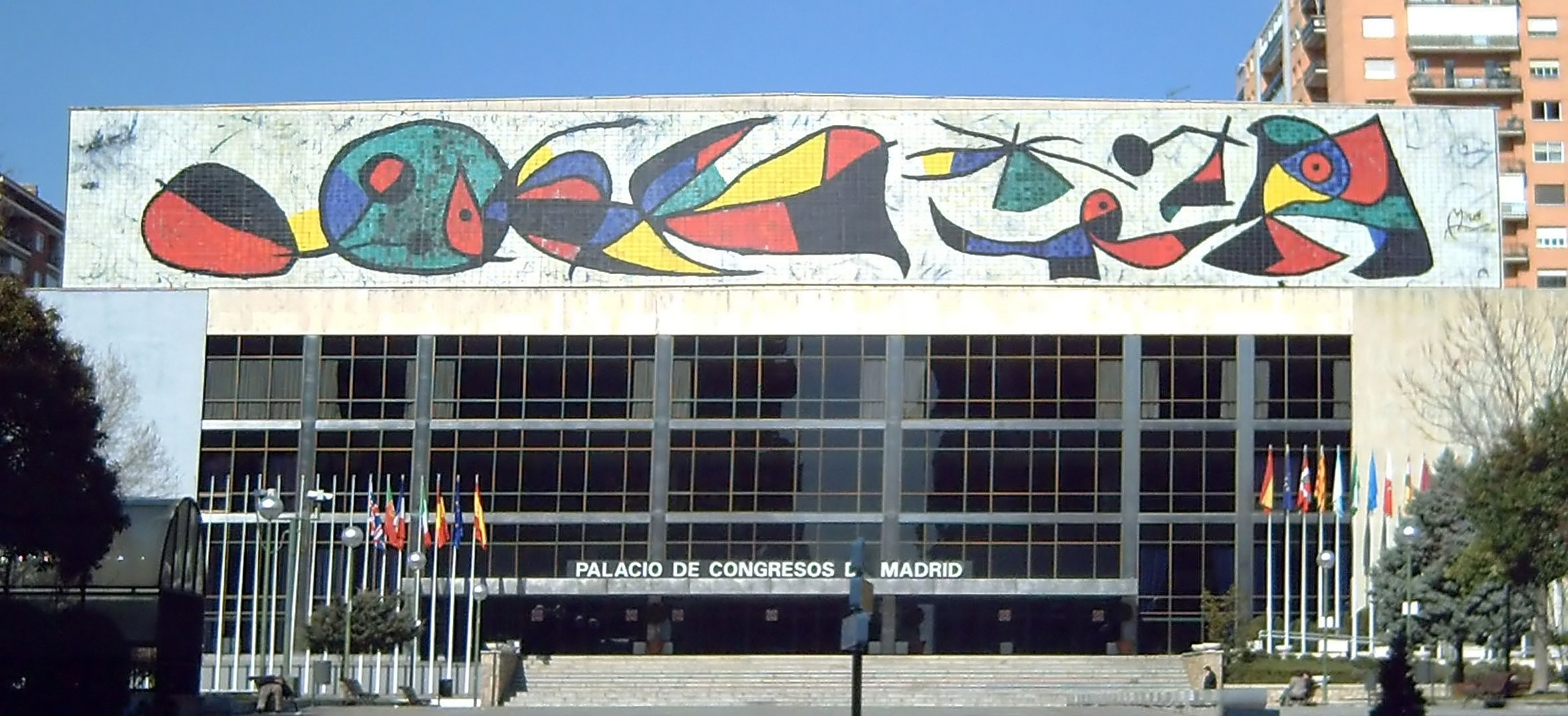
Mural cerámico de Joan Miró en el Palacio de Congresos y Exposiciones (Madrid).

## Historia

### Precedentes arqueológicos
En la Comunidad de Madrid ha sido hallado abundante material cerámico, tras las excavaciones arqueológicas realizadas a lo largo del siglo XX. Gran parte de él se encuentra en el Museo Arqueológico Nacional.
La producción de cerámica creció con la mejora de los hornos durante la época de la hispania romana, como demostró el descubrimiento del alfar y el horno romanos de Villamanta. En Complutum, (asentamiento romano cercano a Alcalá de Henares situado en el norte de la provincia) se hallaron abundantes muestras de cerámica romana, entre las que sobresalen los mosaicos romanos de la Casa de Hippolytus.
Del periodo medieval existen muestras de cerámica de los siglos IX y X , correspondientes al periodo de ocupación musulmana. Asimismo, se ha rastreado importante actividad cerámica del periodo visigodo en los alrededores del río Aulencia, cerca de Valdemorillo. Estas actividades alfares se extendían a la vecina zona de Galapagar de donde procedían las tierras arcillosas que después se emplearon en la Reales Fábricas del Buen Retiro y de La Moncloa.

### Focos alfareros de la Comunidad de Madrid
La producción alfarera en los pueblos cercanos a Madrid capital durante el siglo XVI, se documenta por primera vez en las Relaciones topográficas de Felipe II, en ellas figuran Alcorcón, Colmenar de Oreja y Alcalá de Henares como principales centros alfareros. Se enumeran en dichas relaciones las producciones de cada municipio catalogándolas en recipientes para líquidos o alfarería de agua y cazuelas, ollas y pucheros o alfarería de fuego. Dichos centros se distribuían en zonas rurales con riqueza arcillosa, buenos medios de comunicación y proximidad o acceso a los hornos de cocción. El volumen de producción dependía de la capacidad de los hornos y el número de ellos.
La alfarería tuvo su mercado centralizado en la capital, a la que acudían arrieros para vender las piezas en sus barrios periféricos: Canillejas, Villaverde, El Pardo, Vallecas o Chamartín. Otras veces, siguiendo una tradición medieval, eran los propios alfareros los que vendían su producción, transportando sus hornadas de cacharros en las angarillas de sus burros.
Entre los siglos XVI y XIX la producción alfarera de Alcorcón, originalmente hecha por mujeres, tuvo una cierta importancia en la región. Se han publicado referencias con descripciones históricas de la producción de los denominados pucheros de Alcorcón y de la ubicación de sus hornos.

### Reales Fábricas
Uno de los pioneros de la cerámica en la capital española fue Guido de Savino , invitado por Felipe II en 1562 para trabajar en los talleres de alfarería de Madrid, introduciendo el elemento decorativo italo-flamenco de "ferroneries". Este holandés crea escuela, y uno de sus aventajados alumnos Juan Flores recibe el encargo de realizar en el Monasterio de El Escorial la cifra de trece mil azulejos con los motivos "florón principal" y "florón arabesco".

La producción industrial dentro del área de la Comunidad de Madrid comienza a ser efectiva en el siglo XVII. Una de las primeras Reales Fábricas madrileñas de porcelana se debe a la creación de la Real Fábrica de Porcelanas del Buen Retiro por Carlos III. Se crea la Real Fábrica de La Moncloa como una manufactura real para producir artículos de porcelana y cerámica destinados al uso real.

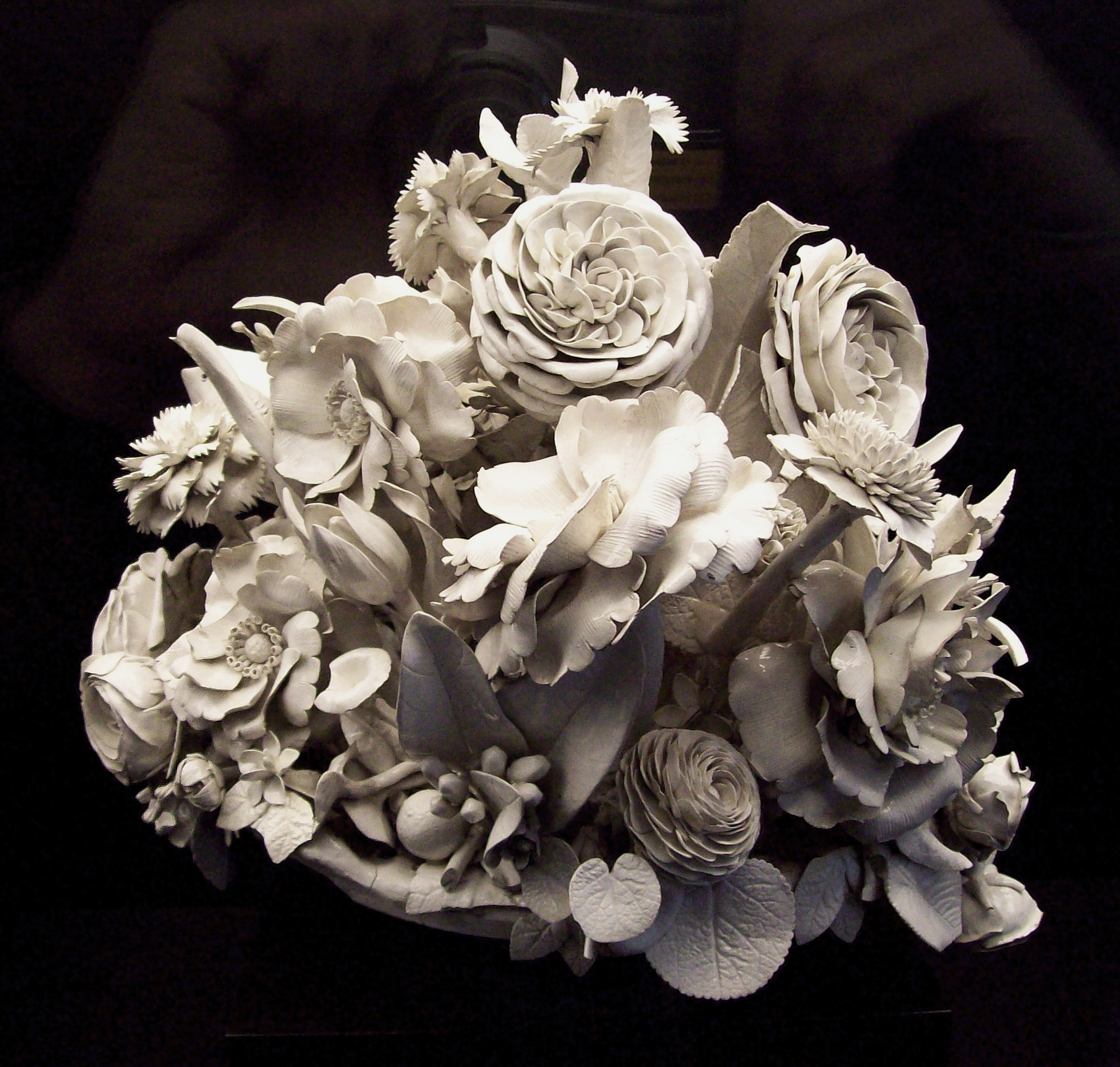
Centro de flores procedente de la R.F. del Buen Retiro

 Fue creada en 1817 tras la restauración absolutista, y promovida por la reina María Isabel de Braganza (esposa de Fernando VII de España) para sustituir la antigua Real Fábrica del Buen Retiro, fundada en 1760 por Carlos III de España, y que fue destruida por las tropas británicas comandadas por Wellington en el transcurso de la Guerra de la Independencia Española. Los primeros intentos de industrialización de la cerámica se deben a las influencias de Colbert en España durante el periodo de mandato de Felipe V, el primer Borbón. Mediante su patronazgo el primitivo industrial de origen navarro Juan de Goyeneche crea una de sus primeras fábricas de vidrio en Nuevo Baztán. Las fábricas de vidrio se propagaron posteriormente a otros municipios como Cadalso, El Escorial, Valdemaqueda. 
Destaca en el siglo XVIII el uso de la cerámica en botámenes farmacéuticos (colección de tarros de farmacia o albarelos), algunos de los ejemplos pueden encontrarse en la Real Botica del Palacio Real y en el Museo de la Farmacia Militar. En sus inicios muchos de ellos provienen de las escuelas de alfarería de Talavera de la Reina o de Sevilla.

### Industria de tinajas, teja, ladrillo y loza en elsigloXX
Los aguadores, uno de los gremios más fuertes de la capital española, empleaban tinajas verificadas y selladas en las fábricas de Colmenar de Oreja. Su actividad precede a la fundación del Canal de Isabel II. Los cántaros de los aguadores madrileños contenían los preceptivos cinco azumbres, e incluían un sello especial para evitar ser sustituidos por otros de menor capacidad. En el siglo XIX se produjo un crecimiento de población en la capital y los pueblos cercanos; la consiguiente demanda de viviendas aumentó la producción de materiales cerámicos de construcción, principalmente ladrillos y tejas, en los focos industriales de Alcalá de Henares, Loeches y Torrejón.
Destacó asimismo la producción ladrillera y de loza fina de Valdemorillo, de la que a comienzos del siglo XXI se conservaba todavía numerosas chimeneas de los hornos creados en el siglo XIX por Fábrica de la Sociedad del Aulencia.

## Cerámica en la arquitectura

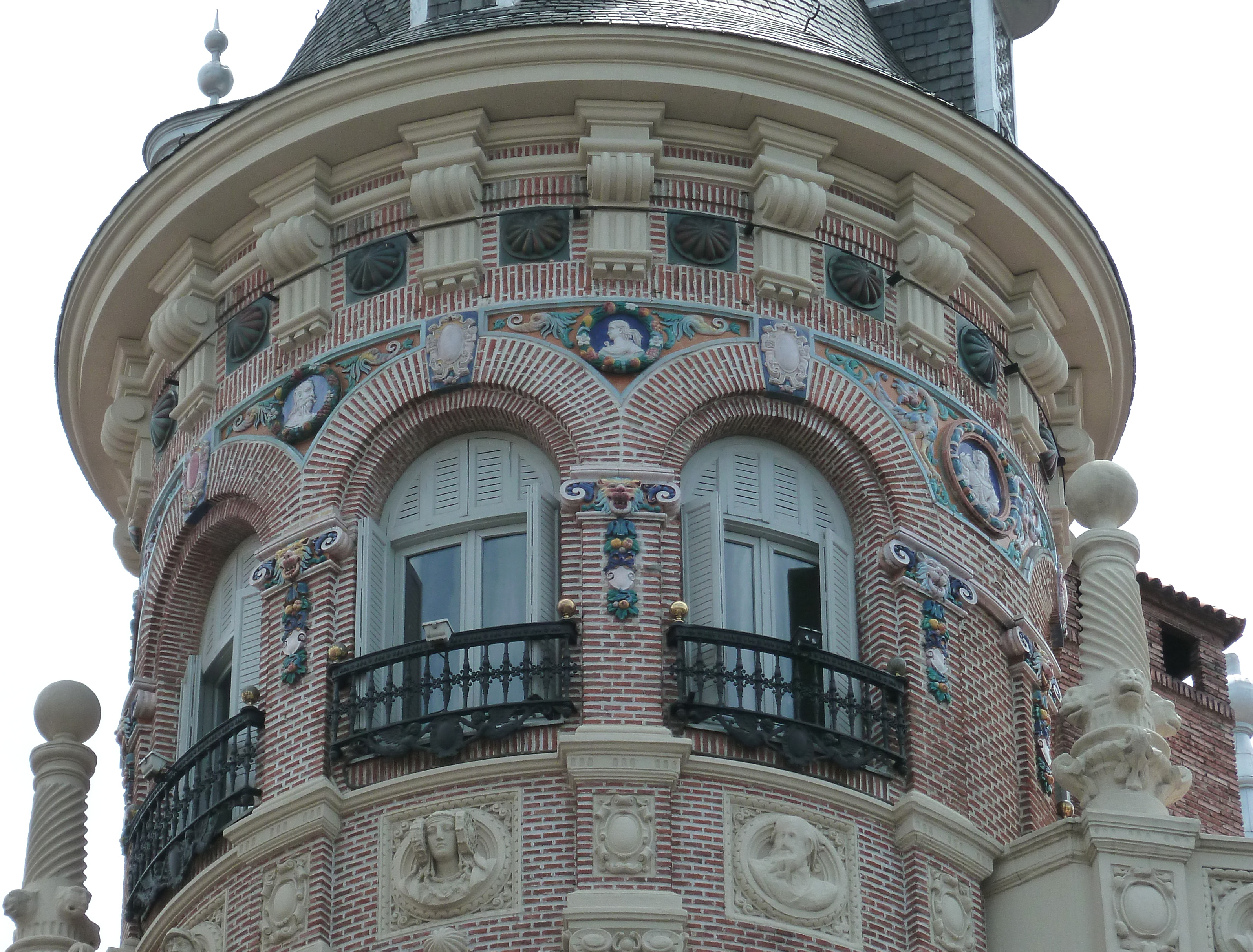
Torreón de la Casa de Allende en la Carrera de San Jerónimo esquina en la plaza de Canalejas.

El material cerámico que supone ser el ladrillo forma desde antiguo uno de los elementos arquitectónicos autóctonos. Existen varias fábricas de ladrillo. La cerámica entra de forma significativa en la arquitectura madrileña a finales del siglo XIX, comienzos del siglo XX por medio de Ricardo Velázquez Bosco (un ejemplo se puede ver en la fachada del Misterio de Fomento) y se populariza gracias a su alumno aventajado Antonio Palacios y su amigo el ceramista Daniel Zuloaga que le ayuda en algunas de sus obras arquitectónicas (Véase: Cerámica de Daniel Zuloaga en la arquitectura). Los primeros ejemplos pueden encontrarse en el interior del Palacio de Comunicaciones, el exterior del Hospital de Jornaleros de Maudes. Especialmente importante fue el uso del azulejo, el baldosín y la baldosa a comienzos del siglo XX en el diseño de las primeras estaciones de Metro. El mantenimiento de la red suburbana ha imposibilitado que queden ejemplos de este aspecto cerámico urbano.
Algunos de los edificios de Madrid, como la sede original del diario ABC, reflejan la influencia de la escuela sevillana y el regionalismo historicista en Andalucía, desarrollado en la exposición Iberoamericana de Sevilla de 1929, y la internacional de Barcelona.

## Azulejería en el comercio y el callejero

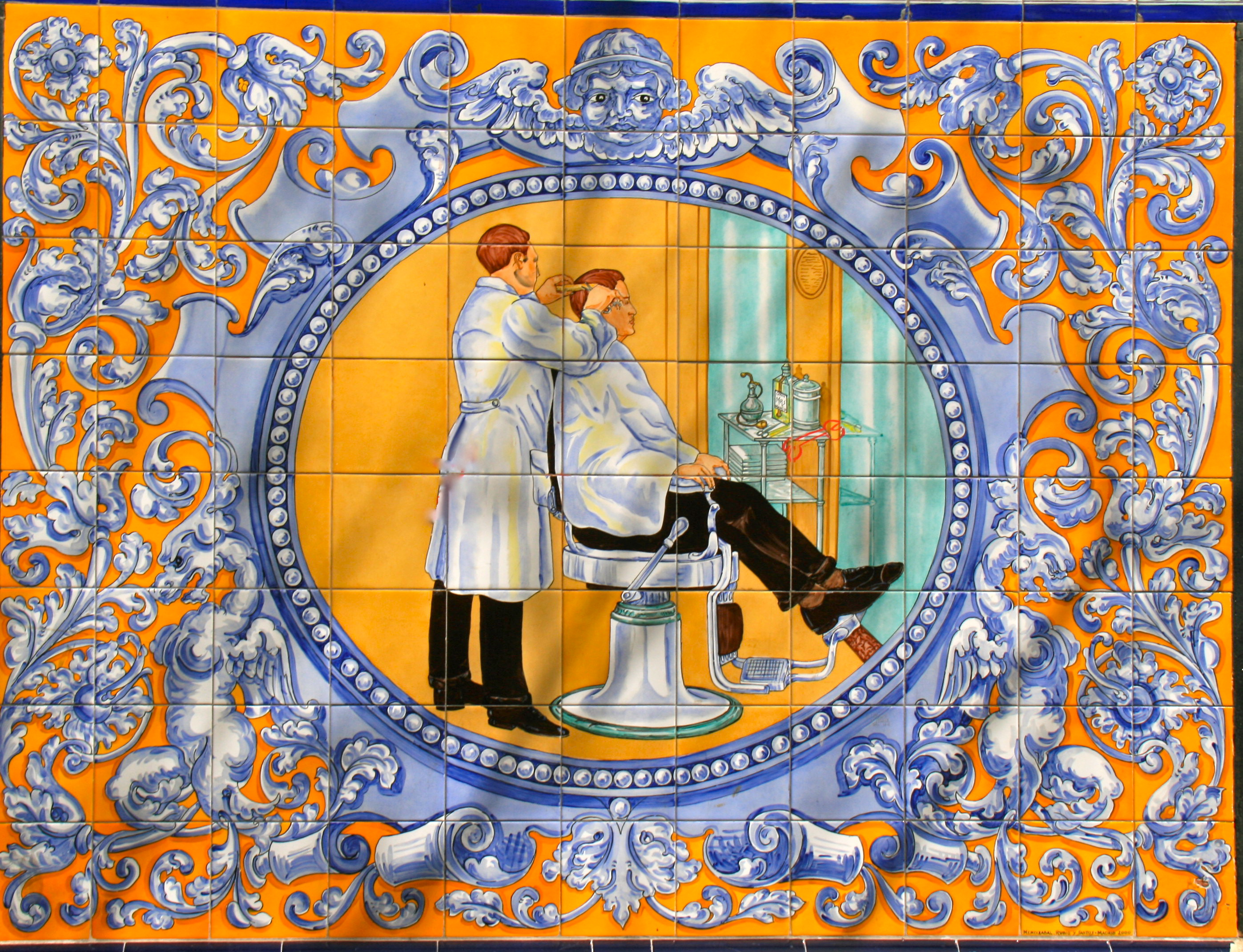
Orla talaverana de los ceramistas Ginestal y Machuca, para la Peluquería Casin, en la calle Embajadores, 31. Hacia 1912-20.
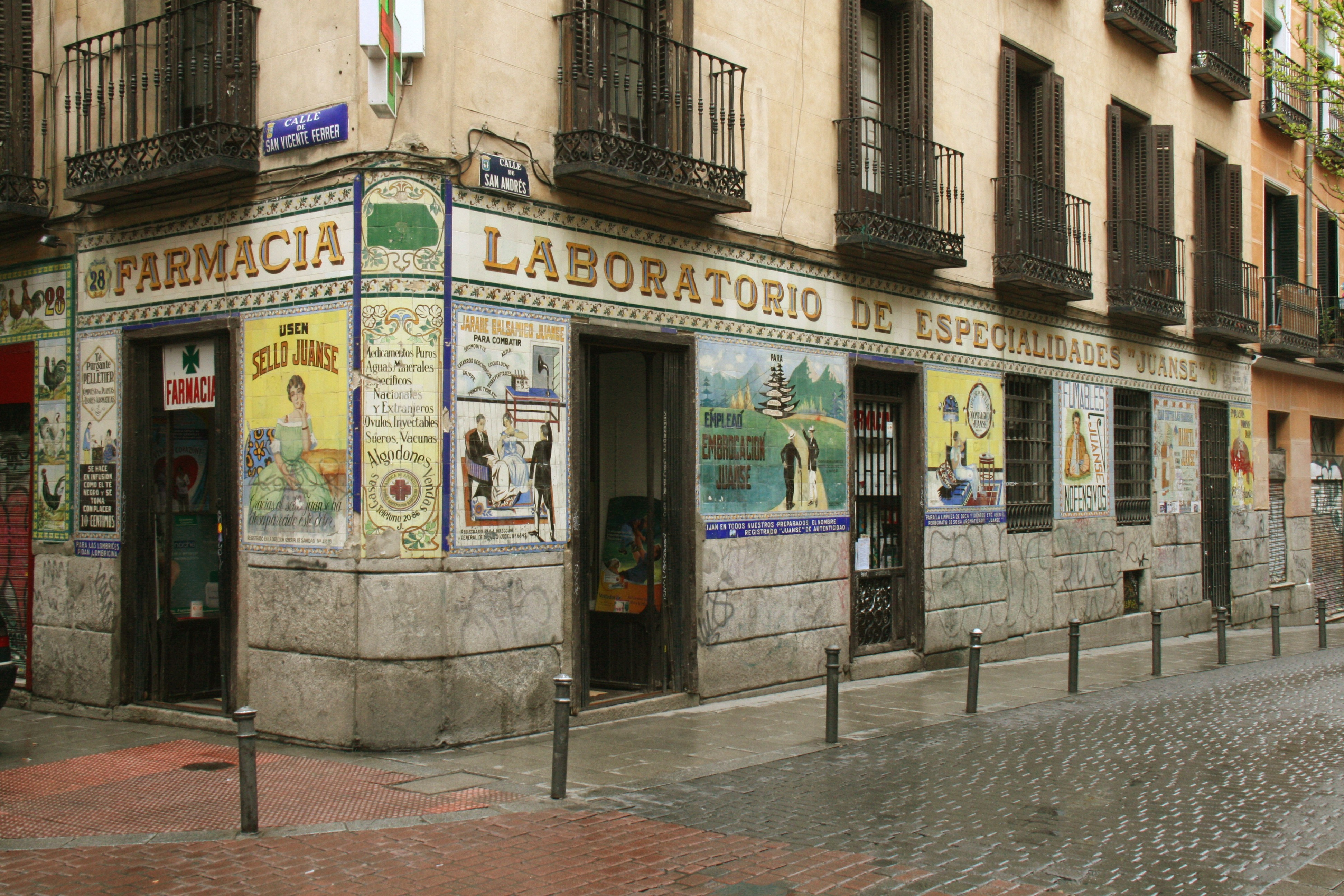
Conjunto exterior de azulejería para la Farmacia Juanse, en la esquina de la calle San Andrés con San Vicente Ferrer, con "orlas de cuerda seca" de Enrique Guijo.
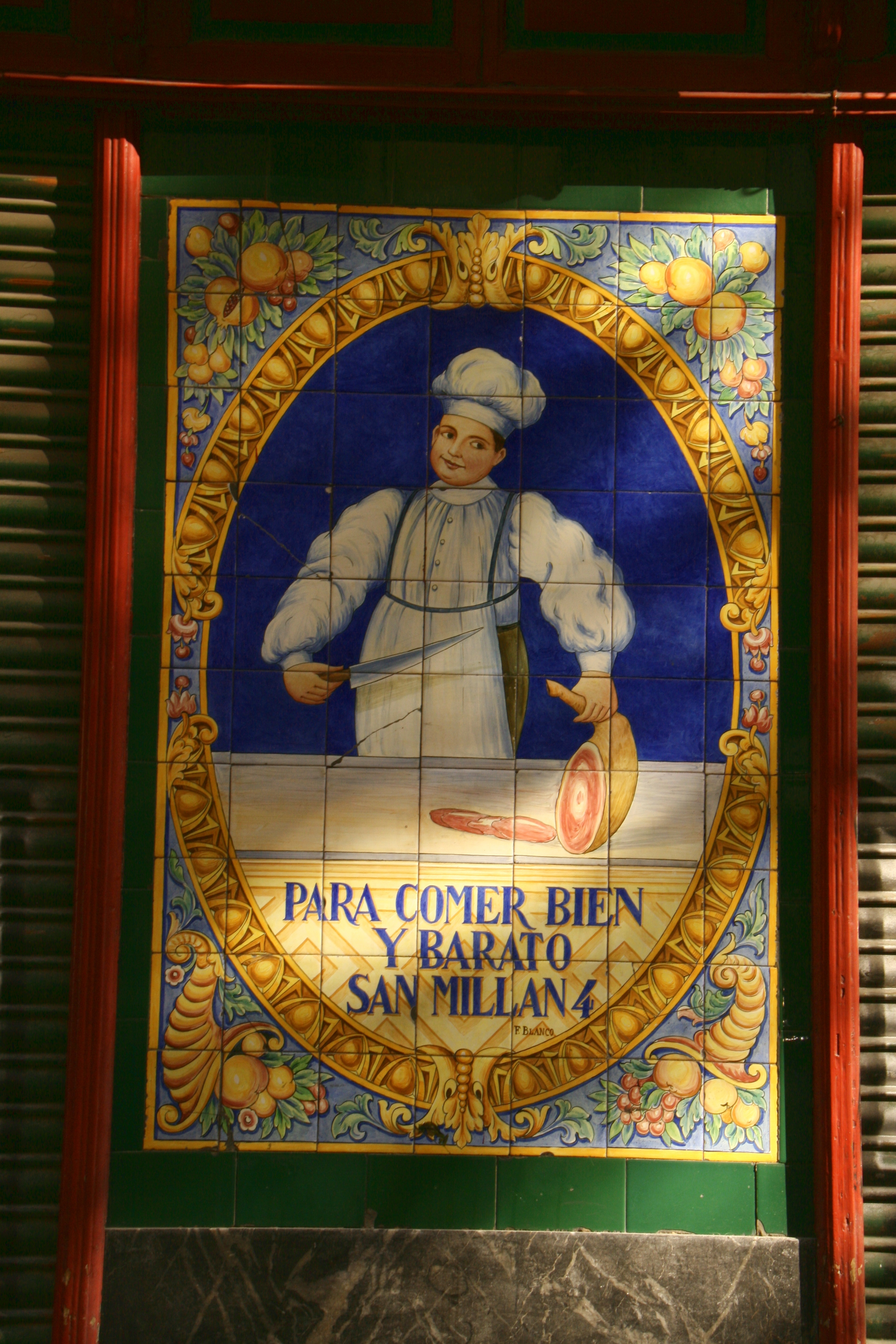
Casa de comidas Oliveros, en la calle San Millan, 4.
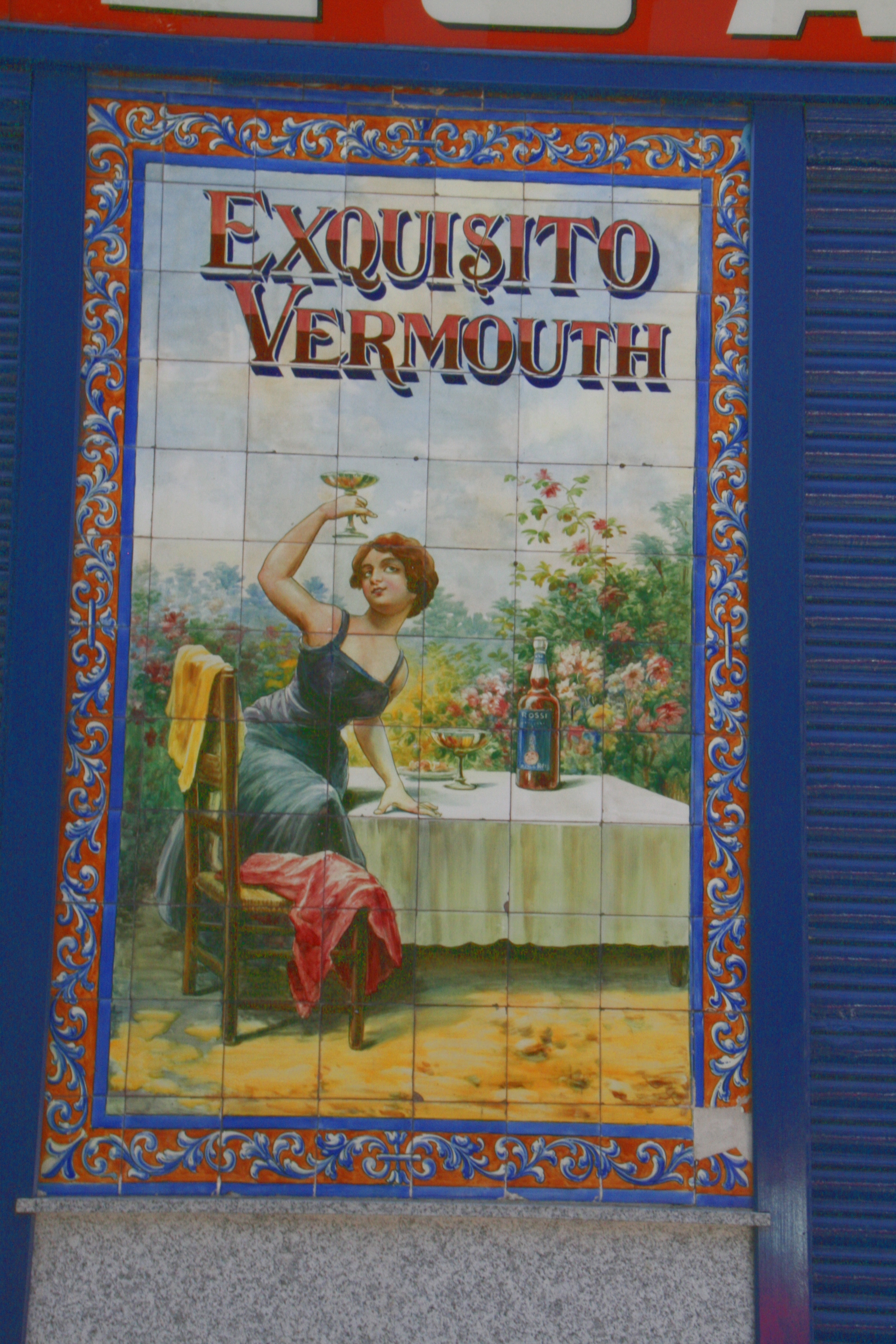
Anuncio de un vermut en el establecimiento de las bodegas Rosell (Madrid).

Ceramistas como Daniel Zuloaga, la saga talaverana de los Ruíz de Luna, y maestros menos conocidos como Enrique Guijo, Alfonso Romero Mesa y Francisco Arroyo; asociados a la obra de arquitectos como Velázquez Bosco, José Espelius o Teodoro Anasagasti, firman la edad dorada de la historia de la azulejería urbana en Madrid, entre 1880 y 1930.
Aún se conserva parte de la azulejería aplicada a los paramentos exteriores y la decoración interior de muy diversos ejemplos del comercio madrileño. El conjunto, que llegó a conformar una cierta seña de identidad en el urbanismo de la capital española, se despliega en locales que albergaron tabernas, casas de comidas, lecherías (vaquerías), pescaderías, colmados de ultramarinos, farmacias y un variado etcétera.

### El callejero de Ruíz de Luna
Otra de las monografías del azulejo urbano en Madrid, la constituye la colección de cerca de mil quinientas placas del callejero del Casco Histórico de la ciudad elaboradas a partir de 1990 por Alfredo Ruiz de Luna González. Alfredo fue nieto de Juan Ruiz de Luna, ceramista, fotógrafo, investigador, coleccionista y empresario, que asociado con sus hermanos impulsó la más relevante industria cerámica artística de Talavera de la Reina y que también tuvo sucursal en Madrid. 
El callejero artístico del viejo Madrid ilustra calles, plazas, travesías, costanillas, etc., en placas de azulejería, cada una compuesta con nueve azulejos de estilo antiguo. Alfredo Ruiz de Luna también fue requerido para decorar con grandes murales de azulejo la Plaza de Toros de las Ventas, representando a empresarios, ganaderos y maestros del toreo. 

## Apéndice alfarero
La Comunidad de Madrid, quizá por el hecho de haber albergado durante varios siglos la capital de España, es rica en referencias literarias a la alfarería. Así, por ejemplo las de Agustín Moreto y Diego de Torres Villaroel en el siglo XVII, sobre los alfares de Alcorcón.

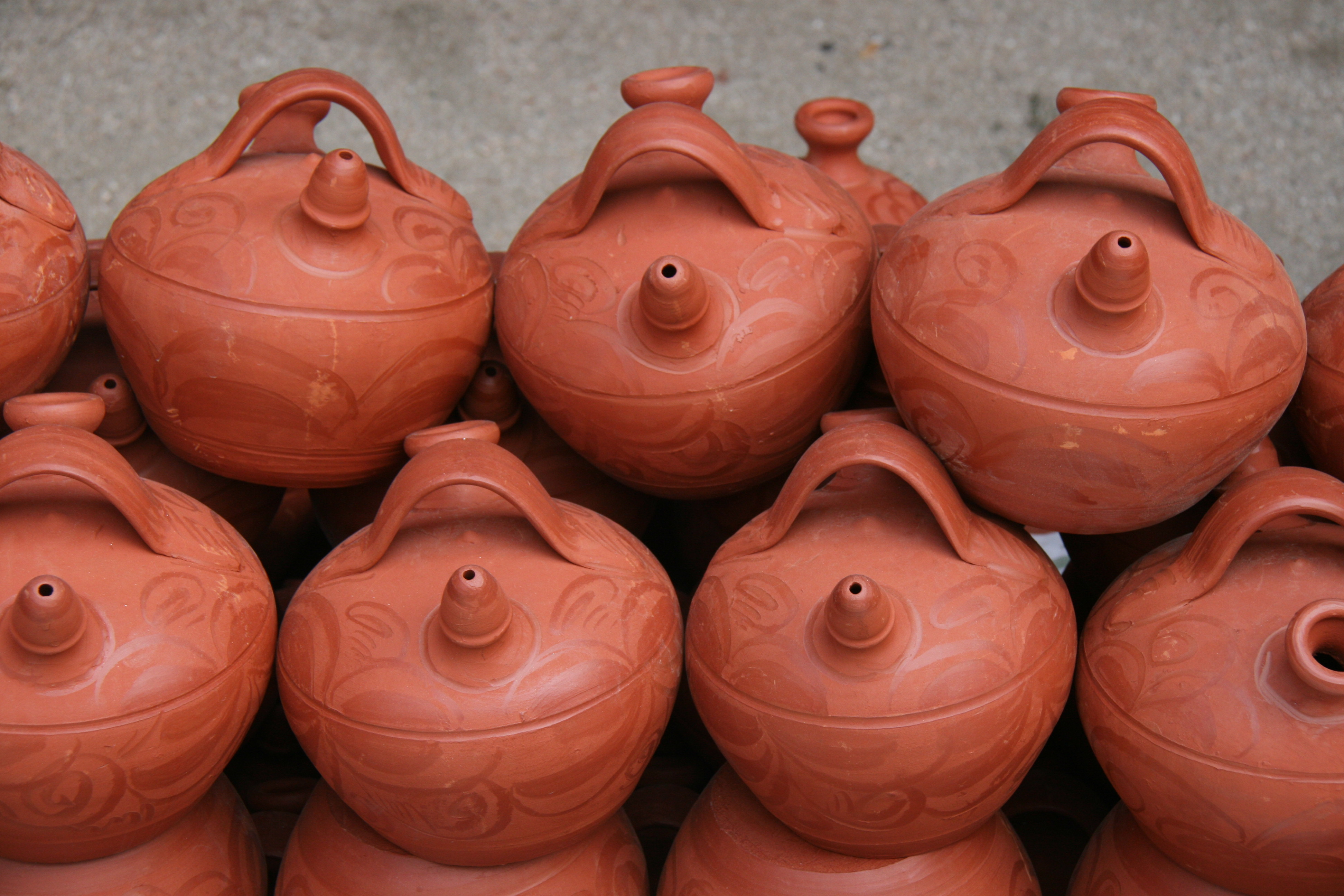
La alfarería, presente en la bandera de Alcorcón, produjo botijos "coloraos" siguiendo el tradicional modelo de Salvatierra de los Barros.

En alfarería es esencial la calidad de las arcillas o barros empleados y extraídos de los denominados "barredos" o "barreras", casi siempre en las cercanías de centro alfarero. En la Comunidad madrileña existen importantes "barredos" tradicionales en Campo Real, Colmenar de Oreja, Navalcarnero y Alcorcón. La extracción se realiza mediante la excavación de socavones y la realización de cuevas mediante piquetas. Menos complicadas y peligrosas eran las "barreras" de Alcalá de Henares que eran explotadas, de forma más industrial, a cielo abierto.
El declive de la producción alfarera de vasijas y contenedores coincidió con la aparición de materiales que sustituyeron a la cerámica. Antes del siglo XX los mercados tenían secciones específicas de venta de alfarería. Con el tiempo la venta se ha reducido a muestras de arte y decoración. Existen ferias artesanas y esporádicos puntos de venta durante celebraciones populares como las fiestas de San Isidro Labrador, en que vuelven a comercializarse los botijos coloraos de Alcorcón o los amarillos de Ocaña, así como los silbatos de juguete llamados canarios o pitos del Santo.